# Sinn (fiume)
La Sinn è un fiume tedesco che scorre nella Bassa Franconia (Baviera) e nell'Assia. Lungo poco più di 60 km, sfocia nella Saale di Franconia.
Nel suo corso superiore, prima di unirsi alla Piccola Sinn, viene anche chiamato Breite Sinn.

## Etimologia
Il nome del corso d'acqua proviene dalla parola dell'antico indoarico sindhu, che significa fiume. La Sinn dà anche il nome alle seguenti località: Obersinn, Mittelsinn, Sinntal  e Burgsinn, nonché all'affluente Piccola Sinn.

## Geografia

### Il corso
La Sinn nasce nel Rhön, ai piedi del monte Kreuzberg (927,8 m s.l.m.) nel territorio di Oberwildflecken, frazione di Wildflecken.
Le sorgenti si trovano in un'area naturale protetta. L'acqua che si raccoglie da zone umide sfocia all'uscita di bacini d'irrigazione. Numerose sorgenti alimentano il primo corso del fiume, che dopo poche centinaia di metri diviene un ampio corso d'acqua.  Esso attraversa quindi un bosco diretto verso Oberwildflecken e presso Zeitlofs, sul confine fra Bassa Franconia ed Assia, vi confluisce la Piccola Sinn.

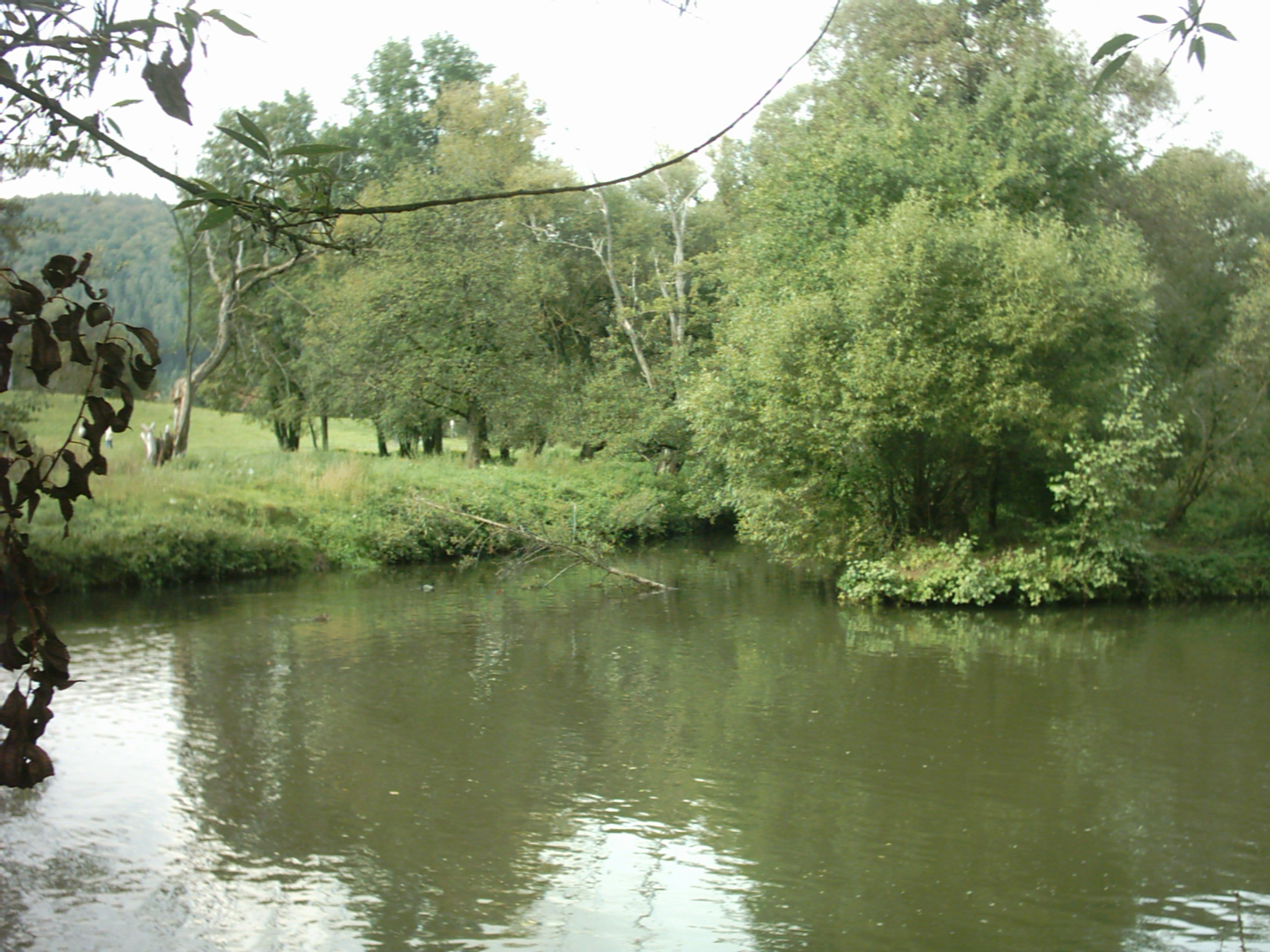
Sfocio della Sinn nella Saale di Franconia

Il fiume scorre quindi in parte parallelamente alla linea ferroviaria Würzburg-Fulda e viene attraversato, al di sotto di Riedenberg, da un ponte dell'autostrada A7; procede poi verso sud-ovest e poi ancora verso sud diretto a Gemünden am Main, ove si getta nella Saale di Franconia, 700 metri prima che questa si getti a sua volta nel Meno.

### Affluenti
| Alla sinistra orografica | Alla destra orografica |
| | |
| - Rotgraben - Nickelsgraben - Oberbach - Oberbach - Mittelbach - Trockenbach - Milzbach - Röthbach - Laupertsgraben - Kretzengraben - Neubrunnengraben - Kohlgraben - Leitersbach | - Ziegelhüttengraben - Bärnlochgraben - Wölbersbach - Disbach - Höllgraben - Leimbach - Krechenbach - Steinerner Graben - Piccola Sinn - Gerbach - Gronau - Jossa - Aura - Fliesenbach - Geiersgraben |

### Località attraversate
Nel suo corso la Sinn attraversa le seguenti località (elencate nel senso da monte a valle):
Oberwildflecken, Wildflecken, Oberbach, Riedenberg, Römershag, Bad Brückenau, Eckarts, Rupboden, Zeitlofs, Altengronau, Jossa, Obersinn, Mittelsinn, Burgsinn, Rieneck, Schaippach, Gemünden

## Natura

### Flora
Fin dal XIX secolo è nota la presenza lungo la Sinn di un fiore piuttosto raro: la frittilaria. Questa pianta compare fra i 160 ed i 250 m di altezza in numerose aree a prato, specialmente in quelle umide delle due zone naturali protette fra loro confinanti di Sinngrund, presso Obersinn, e di Sinnwiesen von Altengronau, presso Altengronau.

### Fauna
Nel fiume Sinn si trovano: abramidi comuni, acerine, alburni, barbi, cobiti barbatelli, gobioni, lamprede di ruscello, leucisci, pesci persico, rutili, salmerini di fontana, salmoni, scardole, scazzoni, temoli, trote arcobaleno e trote fario. In proposito è anche opportuno citare il fatto che, dopo un reinsediamento effettuato negli anni 1987/88, il castoro europeo è nuovamente di casa nel bacino della Sinn.